# جيمي جونز (لاعب كرة قدم)
جيمي جونز (بالإنجليزية: Jamie Jones) (و. 1989  م) هو لاعب كرة قدم، من المملكة المتحدة، يلعب كحارس مرمى.

## روابط خارجية
- جيمي جونز على موقع قاعدة بيانات كرة القدم.إي يو (الإنجليزية)
- جيمي جونز على موقع Soccerbase.com (لاعب) (الإنجليزية)